# Przegląd Sztuk do Grania
Przegląd Sztuk do Grania – polski miesięcznik przeznaczony dla teatrów amatorskich, ludowych. robotniczych, szkolnych, żołnierskich. 
Czasopismo było wydawane w 1932 w Warszawie. Wydawcą była Samopomoc Teatralna, redaktorem naczelnym Klemens Dero. 